# Hoyershausen
Hoyershausen is een dorpje en voormalige gemeente in de Duitse deelstaat Nedersaksen. Hoyershausen  maakt per 1 november 2016 deel uit van de gemeente Duingen. 
Deze is weer een deel van de Samtgemeinde Leinebergland in het Landkreis Hildesheim. 
Hoyershausen telt in totaal, naar schatting, ruim 450 inwoners. Daarvan wonen er circa 150, respectievelijk tussen 75 en 100,  in de tot Hoyershausen behorende dorpjes Lübbrechtsen en Rott.
De landbouw is in deze drie, weinig belangrijke, plaatsjes het belangrijkste middel van bestaan.
De drie dorpjes bestaan sedert de middeleeuwen. Nabij Hoyershausen lag van 1985 tot 1993 een NAVO-munitiedepot, bemand door Britse troepen.
- Gemeinsame Normdatei: 2040700-2
- Virtual International Authority File: 133177119
- WorldCat: E39PBJcKHg7XYgGMrJxxb9wV4q

Adenstedt ·
Alfeld (Leine) ·
Algermissen ·
Almstedt ·
Bad Salzdetfurth ·
Banteln ·
Betheln ·
Bockenem ·
Brüggen ·
Coppengrave ·
Despetal ·
Diekholzen ·
Duingen ·
Eberholzen ·
Eime ·
Elze ·
Everode ·
Freden (Leine) ·
Giesen ·
Gronau (Leine) ·
Harbarnsen ·
Harsum ·
Hildesheim ·
Holle ·
Hoyershausen ·
Lamspringe ·
Landwehr ·
Marienhagen ·
Neuhof ·
Nordstemmen ·
Rheden ·
Sarstedt ·
Schellerten ·
Sehlem ·
Sibbesse ·
Söhlde ·
Weenzen ·
Westfeld ·
Winzenburg ·
Woltershausen